# Verstekhaak

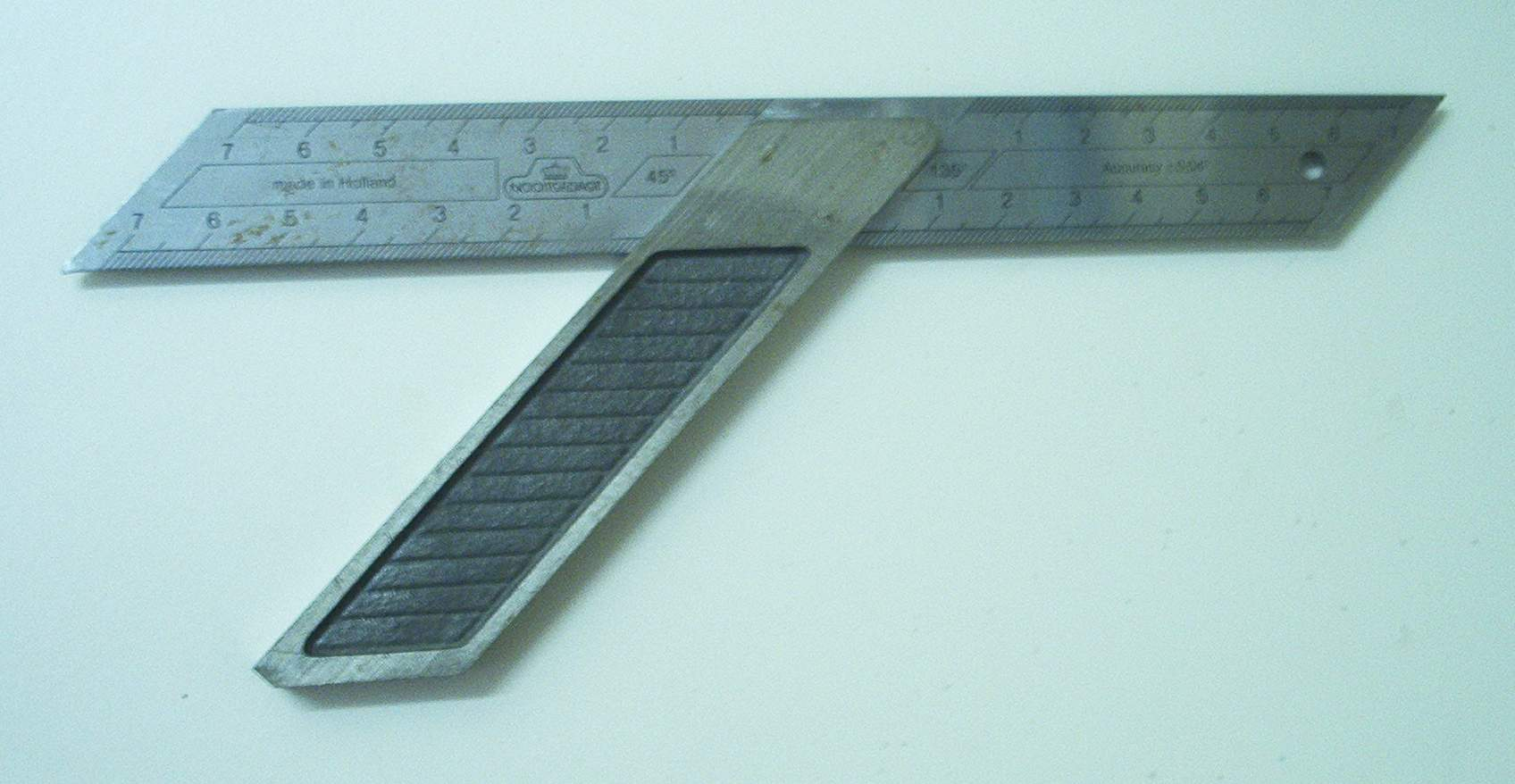
Verstekhaak

De verstekhaak wordt gebruikt voor het aftekenen van hoeken van 45° en 135° op verschillende materialen, bijvoorbeeld hout en metaal. 
Een hoek van 45° is het meest toegepaste verstek, er kunnen bijvoorbeeld haakse hoekverbindingen mee worden gemaakt. Door gebruik te maken van een verstekhaak is men verzekerd van nauwkeurig werk. Men duwt het blok stevig tegen het de af te schrijven plaats en tekent langs het blad de versteklijn af. Het zagen van het verstek kan ook rechtstreeks, zonder toepassing van een verstekhaak, door gebruik te maken van een zogenaamde verstekbak of verstekzaag.
Een verstekhaak kan ook geheel plat zijn uitgevoerd zoals een winkelhaak, de hoek tussen de 'benen' is in dit geval echter niet 90° maar groter. Omdat de benen dezelfde dikte hebben kan hij bij aftekenen geheel vlak op het materiaal worden gelegd. Behalve exemplaren met een ingesloten hoek van 135°, wordt ook de verstekhaak met een ingesloten hoek van 120° veel toegepast. Deze wordt ook wel een moerhaak genoemd. De moerhaak wordt gebruikt om hoeken van 60° of 120° af te tekenen en controleren.